# Leandro Demori
Leandro Demori (São Miguel do Oeste, 6 de janeiro de 1981) é um jornalista e escritor brasileiro, especializado em jornalismo investigativo.
Foi editor-executivo do site The Intercept Brasil, de 2018 a 2022. Em junho de 2019, liderou a cobertura do caso que ficou conhecido como Vaza Jato, vazamento de conversas travadas no aplicativo Telegram entre o ex-juiz Sérgio Moro e o promotor Deltan Dallagnol, além de outros integrantes da força-tarefa da Operação Lava Jato.
É autor do livro Cosa Nostra no Brasil, a história do mafioso que derrubou um império, que conta a vida do mafioso italiano Tommaso Buscetta.

## Carreira

### Medium e revista Piauí
Nascido no interior de Santa Catarina de uma família de agricultores e metalúrgicos, seguiu o ofício de jornalista inspirado em um tio que trabalhava no rádio. Começou a trabalhar como jornalista ainda na adolescência editando por conta própria um pequeno jornal impresso em formato A3 chamado 'O Botequim'. O jornal era disposto sob os plásticos das mesas de restaurantes. Para viabilizar financeiramente o material, Demori vendia patrocínio e distribuía o informativo pela região.
Depois de trabalhar em rádios e jornais locais, se mudou para Porto Alegre, onde estudou jornalismo na Pontifícia Universidade Católica do Rio Grande do Sul.
Foi um dos editores do blog de sátira política A Nova Corja, selecionado pelo jornal O Estado de S. Paulo como um dos mais importantes blogs da década de 2000. O blog foi indicado pela rede de televisão alemã Deutsche Welle como um dos principais blogs em língua portuguesa do mundo.
Em 2008, mudou-se para a Itália, onde estudou na Associação de Jornalismo Investigativo do Lazio, em Roma. Também se certificou como Investigador Web pela City University London, em Londres, na Inglaterra. Na Europa, atuou como correspondente independente para diversos veículos brasileiros, fazendo coberturas como a do Terremoto de Áquila, além de reportagens sobre política e máfia.
De volta ao Brasil, tornou-se editor da plataforma Medium no país e foi editor do site da revista piauí, onde ajudou a desenvolver as plataformas digitais da revista.

### Caso Doyen
Em 2013, ganhou notoriedade nacional por publicar o Caso Doyen Sports, empresa que adquiriu os direitos econômicos do jogador Leandro Damião, transferindo-o do Santos para o Internacional. A empresa revelou ter pago R$ 41 milhões pelo atleta, sendo que seu provável valor de mercado estava em torno de R$ 21 milhões. O grupo Doyen possuía negócios diversos -  nas áreas de recursos naturais, energia, setor imobiliário, hotelaria, entretenimento e desporto, mas com sede em uma casa em Malta. As implicações desta reportagem levaram à alguns escândalos em clubes portugueses, como o Sporting e o Porto. Este caso levou a FIFA, em 2014, a proibir a participação de terceiros que não fossem clubes de futebol e os próprios jogadores a possuírem direitos econômicos de futebolistas.

### The Intercept
Demori foi anunciado como editor-executivo do site americano The Intercept Brasil em dezembro de 2017. Com sua chegada, o TIB, como é conhecido, ampliou seu alcance e impacto. O site foi o primeiro veículo do mundo a noticiar que milicianos estavam envolvidos no crime da vereadora Marielle Franco.
Em 22 de dezembro de 2018, durante a cobertura das eleições para Presidente da República, o presidente eleito Jair Bolsonaro bloqueou o editor no Twitter antes mesmo de assumir o cargo. O ato levantou o questionamento sobre um presidente eleito poder bloquear um jornalista por não concordar ou não gostar de suas opiniões. O Supremo Tribunal Federal foi acionado para julgar a causa.
Em maio de 2022, Demori anunciou sua saída da sucursal brasileira do site, para se dedicar a projetos pessoais.

#### Vaza Jato
Em junho de 2019, Demori assinou um editorial no TIB – juntamente com Glenn Greenwald e Betsy Reed – explicando ao público o caso Vaza Jato. Ele também assinou uma das três primeiras reportagens que dariam início à série.
Como editor-executivo do site, o editor coordenou a equipe de jornalistas do TIB no caso que publicou quase 100 reportagens.
As transcrições de conversas obtidas no aplicativo Telegram por uma fonte, cujo nome o site nunca revelou, indicaram que o ex-juiz e então ministro da Justiça do governo de Jair Bolsonaro, Sergio Moro, cedeu informação privilegiada à acusação, auxiliando o Ministério Público Federal (MPF) a construir casos, além de orientar a promotoria, sugerindo modificação nas fases da operação Lava Jato e troca de promotores em audiências; também mostraram cobrança de agilidade em novas operações, conselhos estratégicos, fornecimento de pistas informais e sugestões de recursos ao MPF. As reportagens mostram também que o MPF vazava informações para a imprensa, usava jornalistas para fins políticos; os procuradores, segundo as reportagens, também acessaram arquivos da investigação ilegalmente. Todos atos são considerados ilegais pela lei brasileira.
Os vazamentos tiveram ampla repercussão global- e levaram a ONU a pedir ao governo brasileiro a proteção de Greenwald e Demori por conta de ameaças contra suas vidas.
Sérgio Moro, a força-tarefa da Lava Jato e o MPF questionaram a autenticidade, a legalidade e a origem dos dados, mas admitiram, em alguns casos, a autenticidade do conteúdo revelado.

#### Operação Spoofing
Em 24 de julho de 2019, noticiou-se que Walter Delgatti Neto, o "Vermelho", preso pela Polícia Federal, confessou ser o responsável pela invasão do celular do ministro Sérgio Moro e de várias outras autoridades. O hacker, preso durante a Operação Spoofing, posteriormente confirmou à Polícia Federal ter dado ao The Intercept as informações furtadas. Em seu depoimento, Delgatti disse que não adulterou o conteúdo das mensagens e que nem vendeu seu conteúdo a Greenwald.
No relatório final da operação, a Polícia Federal inocentou o jornalista, declarando que ele havia agido nos limites da lei. Sem ouvir novas testemunhas, o MPF usou as mesmas provas da Polícia Federal e denunciou Greenwald. O caso ainda não foi aceito pela Justiça.

### Instituto Conhecimento Liberta (ICL)
Em abril de 2023, foi contratado pelo Instituto Conhecimento Liberta (ICL) para comandar o programa Desperta ICL.

### TV Brasil
Em setembro de 2023, foi contratado pela TV Brasil, da Empresa Brasil de Comunicação (EBC), para comandar o talk show Dando a Real com Demori.

### Literatura
Demori é autor de um livro reportagem sobre a presença da máfia italiana Cosa Nostra no Brasil. A obra, intitulada Cosa Nostra no Brasil, a história de um mafioso que derrubou um império, centra seu foco na figura de Tommaso Buscetta, um mafioso siciliano que viveu no país entre os anos 1950 e 1980 até ser preso e expulso pela Ditadura Militar. Graças a seu depoimento, redes com centenas de mafiosos foram desmanteladas na Itália e nos Estados Unidos. Um filme sobre a vida do criminoso, chamado O Traidor – que tem como uma das protagonistas a atriz brasileira Maria Fernanda Cândido – foi indicado pela Itália ao Oscar 2020, mas não foi escolhido pela Academia.

### Intimação da Polícia Civil
Em 9 de junho de 2021, Demori foi intimado a depor pela Polícia Civil do Rio de Janeiro, após ter publicado reportagem sobre a atuação de policiais civis na operação na favela do Jacarezinho - a operação matou 28 pessoas, sendo a mais letal da história do estado.

## Prêmios e honrarias
Demori foi eleito um dos principais blogueiros da década de 2000 por seu trabalho como editor do blog A Nova Corja, criado por Rodrigo Alvares.
Ele também recebeu, em 2016, juntamente com Alexandre de Santi e Carla Ruas, o Prêmio Direitos Humanos de Jornalismo na categoria especial pela reportagem O Rei do Mato, a história de um dos principais desmatadores da Amazônia. A reportagem também foi a vencedora na categoria Jornalismo WEB do Prêmio República, concedido pela Associação Nacional dos Procuradores da República.
Sua reportagem sobre o aparato de espionagem da Fiat do Brasil durante a Ditadura Militar foi finalista, em 2019, do Prêmio Vladimir Herzog. A história, assinada também por Pedro Henrique Moreira Grossi, Janaína Cesar da Silva e Alessia Cerantola, conta a história dos 145 espiões que ajudaram a montadora a monitorar e entregar operários para o aparato de repressão. Como editor, foi finalista do Prêmio Gabriel Garcia Marques 2019 com a reportagem O Fim de Uma Facção, assinada por Cecília Olliveira e Yuri Eiras com design de João Brizzi e Rodrigo Bento.